# کریستال (فیلم)
کریستال (به انگلیسی: Krystal) یک فیلم کمدی درام محصول سال ۲۰۱۷ آمریکا، به کارگردانی ویلیام اچ میسی و نوشته ویل آلدیس است.
این فیلم در تاریخ ۱۰ نوامبر ۲۰۱۷ در جشنواره فیلم ویرجینیا نمایش برتر خود را تجربه کرد و در تاریخ ۱۳ آوریل ۲۰۱۸ توسط Great Point Media و Paladin منتشر شد.

## بازیگران
- نیک رابینسون به عنوان تیلور «تی-تی» اوگبورن، برادر کمپبل
  - آبراهام توچت به عنوان جوان تیلور «تی-تی» اوگبورن
- گرانت گاستین به عنوان کمپبل اوگبورن،[۲] برادر تیلور
- روزاریو داوسون به عنوان کریستال برایان، مادر بابی
- ویلیام اچ. میسی به عنوان وایات اوگبورن، کمپبل و پدر تیلور
- ویلیام فیچنر به عنوان دکتر لیل فارلی
- کتی بیتس به عنوان ورا گرین وود، رئیس تیلور
- فلیسی هافمن به عنوان پوپی اوگبورن، کمپبل و مادر تیلور
- ریک فاکس به عنوان بو
- جیکوب لاتیمور به عنوان بابی برایانت ، پسر کریستال
- تی. آی به عنوان ویلی،[۳] عشق سابق کریستال
- امی پریش به عنوان تارن

## تولید
در ۲۹ مارس ۲۰۱۶، گرانت گاستین، روزاریو داوسون، ویلیام اچ میسی، کتی بیتس، جان لگویزمائو، فلیسیتی هافمن، تی.آی. و نیک رابینسون به جمع بازیگران این فیلم پیوستند. عکاسی اصلی از ۱۸ آوریل ۲۰۱۶ آغاز شد.

## انتشار
این فیلم در تاریخ ۱۰ نوامبر ۲۰۱۷ در جشنواره فیلم ویرجینیا پخش و در تاریخ ۱۳ آوریل ۲۰۱۸ توسط Great Point Media و Paladin منتشر شد.